# Paraliparis retrodorsalis
Paraliparis retrodorsalis és una espècie de peix pertanyent a la família dels lipàrids. La femella fa 14,5 cm de llargària màxima. Té seixanta-vuit vèrtebres i la boca de color negre. És un peix marí i batidemersal que viu entre 1.175 i 1.205 m de fondària al talús continental. És bentònic. Es troba a l'Índic sud-oriental: Austràlia Meridional. És inofensiu per als humans.